# تسوانو
تسوانو (باليابانية: 津和野町) هي بلدية في اليابان، وبلدة في اليابان، تقع في شيمانه، ومقاطعة كاوناشي، هي عاصمة Tsuwano Domain ‏، بلغ عدد سكانها 7,308 نسمة وذلك حسب إحصائيات سنة 2018، تبلغ مساحتها 307.03 كيلومتر مربع.

## مدن توأم
المدن التوأم:
- ميته.

## أعلام
- أوغاي موري